# Smelowskia sisymbrioides
Smelowskia sisymbrioides är en korsblommig växtart som beskrevs av Vladimir Ippolitovich Lipsky och Ove Wilhelm Paulsen. Smelowskia sisymbrioides ingår i släktet Smelowskia och familjen korsblommiga växter. Inga underarter finns listade i Catalogue of Life.